# U-652
Unterseeboot 652 foi um submarino alemão do Tipo VIIC, pertencente a Kriegsmarine que atuou durante a Segunda Guerra Mundial.
O U-652 esteve em operação entre os anos de 1941 e 1942, realizando neste período 8 patrulhas de guerra, nas quais afundou 5 e danificou outros três navios aliados, num total de 32,285 toneladas de arqueação.
Foram abertos buracos em seu casco para afundar no Golfo de Solum  no dia 2 de junho de 1942 após ser fortemente danificado por cargas de profundidade lançadas por uma aeronave britânica Swordfish. Todos os 46 tripulantes sobreviveram.

## Comandantes
| Comandante                | Data                                    |
| ------------------------- | --------------------------------------- |
| Oblt. Georg-Werner Fraatz | 3 de abril de 1941 - 2 de junho de 1942 |

## Subordinação
Durante o seu tempo de serviço, esteve subordinado às seguintes flotilhas:
| Período                                     | Flotilha                                   |
| ------------------------------------------- | ------------------------------------------ |
| 3 de abril de 1941 - 30 de junho de 1941    | 3. Unterseebootsflottille (treinamento)    |
| 1 de julho de 1941 - 31 de dezembro de 1941 | 3. Unterseebootsflottille (serviço ativo)  |
| 1 de janeiro de 1942 - 2 de junho de 1942   | 29. Unterseebootsflottille (serviço ativo) |

## Operações conjuntas de ataque
O U-652 participou das seguinte operações de ataque combinado durante a sua carreira:
- Rudeltaktik Grönland (23 de agosto de 1941 - 27 de agosto de 1941)
- Rudeltaktik Markgraf (27 de agosto de 1941 - 16 de setembro de 1941)

## Coordenadas
1. ↑  em posição 31° 55' N 25° 11' O